# Chamkar Leu
Chamkar Leu es uno de los 16 distritos que forman la provincia camboyana de Kompung Cham, con una población estimada en marzo de 2008 de 110 967 habitantes. Está dividido en las siguientes  comunas (khum), que se muestran asimismo con población estimada de 2008:
- Bos Khnaor 20,326
- Chamkar Andoung 15,801
- Cheyyou 12,077
- Lvea Leu 7,184
- Spueu 13,150
- Svay Teab 22,600
- Ta Ong 13,724
- Ta Prok 6,105[1]